# Коноплин, Александр Викторович
Александр Викторович Коноплин (26 августа 1926, Ярославль — 14 января 2012, Ярославль) — советский и русский писатель, прозаик. Автор романов «Время дождей», «Шесть зим и одно лето», «Бессмертные», «У лукоморья дуб зелёный», "Апостолы свободы".
Член Союза писателей СССР (с 1965 года), а позже — Союза писателей России (с 1992 года).

## Биография
Родился 26 августа 1926 года в городе Ярославле в семье учителей. В 1942 году отец погиб на фронте, а в 1943 году и сам семнадцатилетний Александр был призван в Красную армию. Воевал на 2-м Белорусском фронте: заряжающий в артиллерийском расчёте, позже командир орудия. Участник операций по освобождению Белоруссии и Польши, в том числе освобождал Варшаву. Пришлось воевать и в Германии.
В 1948 году сержанта Коноплина арестовали органы контрразведки СМЕРШ, его обвинили в шпионаже в пользу США. 11 месяцев ему пришлось провести в одиночной камере, 7 раз был выдворен в карцер. Приговором Советского суда был осуждён в антисоветской агитации на 10 лет лагерей по статье 58.10. Отбывал наказание с 1949 по 1954 годы в Унжлаге и Краслаге. В 1956 году реабилитирован.
После освобождения вернулся в родной Ярославль. Завершил обучение в Ивановском художественном училище, а позже окончил Московский полиграфический институт. Стал работать корреспондентом на телевидении, был редактором Верхне-Волжского книжного издательства, трудился и учителем в школе рабочей молодёжи. Всё своё свободное время уделял написанию прозы. С 1963 года член КПСС.
Стихотворения начал сочинять ещё пребывая в тюремной камере, заучивал их наизусть. В 1963 году свет увидел первую книгу рассказов «По первой пороше». Позже был напечатан роман «Время дождей» (1967) и книга прозы «Сорок утренников» (1986). В Московских издательствах вышли  его книги: «Сердце солдата», «Мальчишки, мальчишки», «Поединок над Пухотью». По сценариям Коноплина снято несколько телевизионных лент, а также художественный фильм на киностудии имени Горького.
С 1964 года член Союза писателей СССР, с 1992 года – член Союза писателей России. С 1991 года участвовал в редколлегии серии книг «Не предать забвению», посвящённой сохранению памяти о ярославцах, незаслуженно репрессированных за годы Советской власти. В 1997 году стал председателем этой редколлегии.  
В 1995 году на свет появилась ещё одна книга «Апостолы свободы», в ней были опубликованы роман «Икар пролетит мимо» и три повести. За эту книгу ему была присуждена областная премия им. И. З. Сурикова — за достижения в области литературы. В начале века были созданы и напечатаны: «Шесть зим и одно лето» (2001), «Ну, русичи» (2004), «Бессмертные» (2005), «Кресты» (2006), «Плацдарм» (2008).
Проживал в городе Ярославле. Умер 14 января 2012 года. 

## Избранная библиография
- Коноплин А.В. По первой пороше: рассказы. — Ярославль: Верх.-Волж. кн. изд-во, 1963.
- Коноплин А.В. Время дождей: роман. — Ярославль: Верх.-Волж. кн. изд-во, 1967.
- Коноплин А.В. Сердце солдата: повести и рассказы. — Москва: Современник, 1979.
- Коноплин А.В. Мальчишки, мальчишки: повести и рассказы. — Москва: Молодая гвардия, 1984.
- Коноплин А.В. Поединок над Пухотью. — Москва: Молодая гвардия, 1985.
- Коноплин А.В. Сорок утренников. — Ярославль: Верх.-Волж. кн. изд-во, 1986.
- Коноплин А.В. Апостолы свободы: повести и роман. — Ярославль: Верхняя Волга, 1995. — 525 с.
- Коноплин А.В. Шесть зим и одно лето: роман. — Ярославль: Верхняя Волга, 2001. — 270 с.
- Коноплин А.В. Ну, русичи!: сатира и юмор. — Ярославль: Аверс Пресс, 2004. — 131 с.
- Коноплин А.В. Бессмертные: роман. — Ярославль: Аверс Пресс, 2005. — 457 с.
- Коноплин А.В. Кресты: повести, рассказы. — Ярославль: Верхняя Волга, 2006. — 231 с.
- Коноплин А.В. Плацдарм: повесть. — Ярославль: Аверс плюс, 2008. — 203 с.
- Коноплин А.В. Портреты маслом: повести. — Ярославль: Лад, 2003. — 214 с.
- Коноплин А.В. У лукоморья дуб зелёный: роман-хроника. — Рыбинск: Рыбинский Дом печати, 2002. — 237 с.
- Коноплин А.В. Млечный Путь. — 6-е изд., испр.. — Рыбинск: Рыбинский Дом печати, 2011. — 317 с.